# 외래어

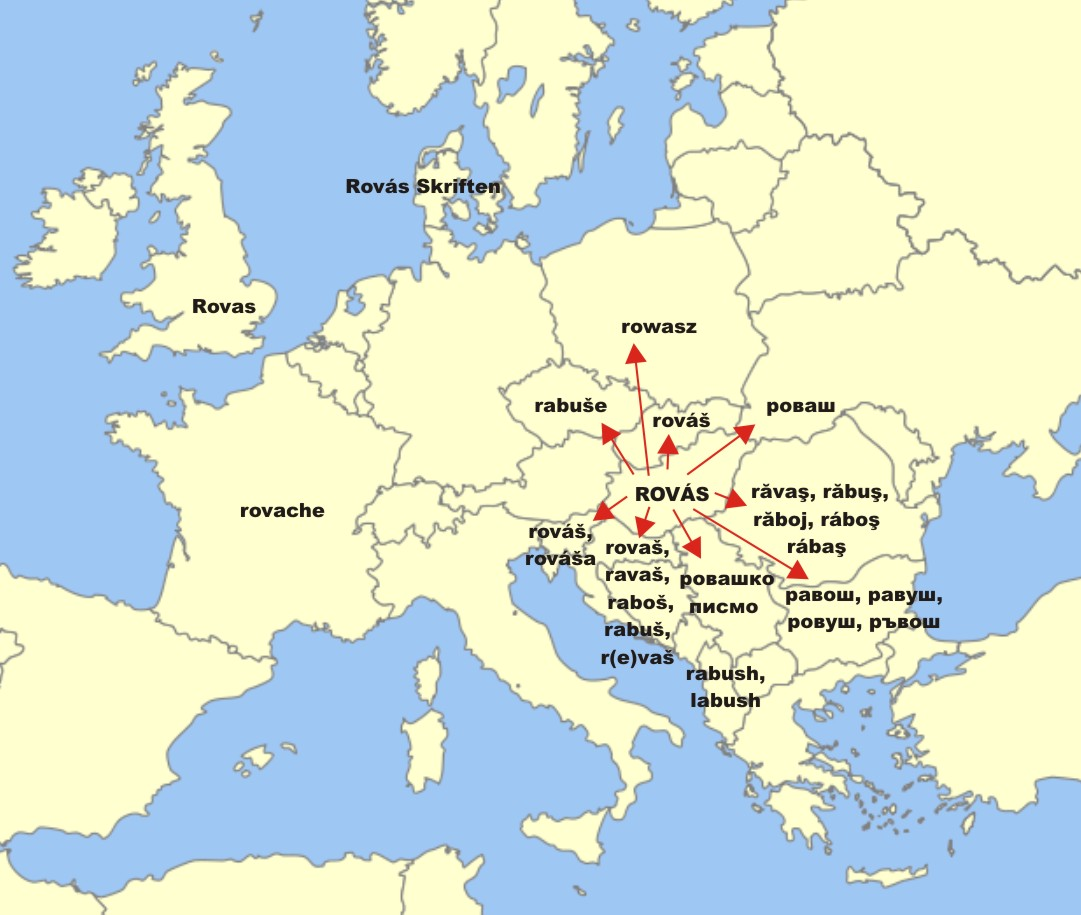

외래어(外來語)란 고유어가 아닌 외국에서 들여와 자국어처럼 사용하는 말을 일컫는다. 같은 의미의 용어로 "차용어(借用語)"가 있다.
영어에서 외래어에 해당되는 단어는 "Loanword" 또는 "Loan Word"이며, 번역 없이 또는 거의 최소한의 번역만으로 다른 언어에서 직접 가져온 단어를 의미한다. 이 단어와 유사하나, "차용"이라는 의미의 단어가 부각되는 "Calque" 또는 "Loan Translation"은 언어의 구문 그 자체가 아니라 뜻, 또는 그 쓰임새가 차용되는 경우를 의미한다. "Loanword" 자체는 독일어 Lehnwort의 Calque에 해당한다.

## 외래어
- 정치적, 문화적 영향력이 큰 언어권에서 사용되는 언어의 낱말을 주변 언어가 자주 받아들인다. 문화 중심지인 큰 언어권에서 새로운 사물이나 사상을 담아내는 단어가 활발히 만들어지면 그러한 개념을 수용하는 주변 언어권에서 그러한 문화를 받아들이면서 그대로 빌려 쓰는 것이 빠르다는 편리함 때문이다. 한국어가 고대에서부터 근세에 이르러 중국어에서, 근현대에 들어와 일본어와 영어를 비롯한 유럽어에서 많은 낱말을 차용한 것이 그 예이다.[5]

- 속령 또는 식민 지배 등으로 점령국의 언어가 영향을 미쳐서 지배층 언어의 말이 언어 접촉이나 교육에 의해 피지배층 언어에 섞여 들어가기도 한다. 노르만 정복 이후 영어에 미친 프랑스어의 영향이나, 필리핀어에 대한 스페인어, 영어의 영향 등이 좋은 예이다. 이러한 지배 상태가 계속되면 피지배층의 언어가 지배층 언어로 옮겨 가는 일도 발생한다. (아일랜드의 영어화)[5]

- 종교 전래에 따라 말과 함께 문자도 전파된다. (기독교→알파벳, 이슬람교→아랍 문자 등)

- 특정 언어가 정치적 영향력을 미치지 않아도, 그 나라의 문화가 경쟁력을 가져 나라 밖으로 퍼지면 그곳에서 쓰는 용어가 주변 언어에 차용된다. 일본어 "아니메" (애니메이션), "망가" (만화), "오타쿠" 등이 이에 속한다.

- 특산물, 지역의 독특한 사물에 관련된 낱말, 인명, 지명 등의 고유명사는 정치, 문화적 영향에 관계없이 두루 차용된다. 한국어 "김치", 베트남어 "아오자이", 아이누 어 기원 홋카이도 일부 지명 등이 이에 해당된다.

## 수용 양식
독일 학자인 베르너 베츠, 아이나르 하우젠, 우리엘 바인라이히 등은 차용어 연구에 관한 고전적 업적을 남긴 사람들이다. 베츠의 연구에 따른 외래 차용어의 수용 양식은 다음과 같다. (단, 이들의 연구는 알파벳을 쓰는 유럽의 언어를 대상으로 하고 있기 때문에 동아시아나 기타 지역과는 딱 들어맞지 않을 수 있다)
외국어: 외국어 낱말을 어떠한 변형없이 그대로 들여 옴.
- 영어의 Café(프랑스어에서), 이탈리아어 Mouse(영어에서)

외래어: 외국어 낱말을 현지 언어에 맞게 어느 정도 변형함. (특히 스펠링)
- 영어의 Music(프랑스어 Musique에서), 스페인어 Chófer(프랑스어 Chauffeur에서)

부분 바꿈: 합성어 중에서 일부는 그대로 받아들이고, 일부는 그에 해당하는 자국어 낱말로 바꿈.
- 독일어 Showgeschäft(영어 Show Business에서), 독일어 Live-Sendung(영어 Live-Broadcast에서)

번역 차용: 외국어 낱말을 낱낱의 의미 단위로 쪼개어 자국어 낱말로 바꿈.
- 영어 Monday(라틴어 Lunae Dies에서), 아메리카 스페인어 Manzana de Adán(영어 Adam’s Apple에서)

신조어: 외국어 낱말의 의미에 촉발되어 만들어졌으나, 구조상 직접 관계는 없는 낱말 (자국어 낱말로 바꾸고자 하는 욕구에서 발생)
- 영어 Brandy(프랑스어 Cognac에서), 한국어 단무지(일본어 たくあん에서)

뜻 차용: 이미 있는 낱말에 차용어의 영향으로 원래 없던 의미가 새로 들어오는 것.
- 고대 영어의 Heofon(라틴어 Caelum에서 원래 물리적 의미의 "하늘"이란 뜻밖에 없었으나, 라틴어 (및 기독교)의 영향으로 기독교의 천국을 뜻하는 의미가 생김)
- 한국어의 하나님(개신교에서 성경을 번역하면서 영어 God의 대문자 표기에 내포된 ‘기독교의 유일신’이라는 뜻을 강조하기 위하여, 본래 ‘하늘’과 관련이 있는 말인 하ᄂᆞ님을 ‘하나님’으로 쓰기 시작하였다.)
- 일본어의 君(きみ) (일본어 "기미"에는 원래 임금의 뜻밖에 없었으나, 중국어에서 君이 2인칭 대명사로 쓰이는 용법이 들어와 오늘날 2인칭 대명사로 쓰이고 있다)

문자가 서로 다른 언어에서 외래어를 차용할 때는 외국 문자를 그대로 노출하여 쓰는 일이 드물고, 대부분 자국어의 문자로 표기한다. 그러나 로마자로 된 두자어를 차용할 때는 로마자를 노출하는 일이 흔하다. cf) 한국어 버스(영어 Bus에서), 영어 kimchi(한국어 김치에서), UN, KAIST, ZDF 등
반면 로마자나 키릴 문자 따위의 표음적인 알파벳을 쓰는 언어 사이에는 스펠링의 차이가 꽤 중요한 문제가 되는데, 이것은 원어 그대로 (또는 가깝게) 쓰는가 아니면 자기 언어의 소리 체계에 맞게 변형하게 받아들이는가가 사람들의 외래어에 대한 이질감 정도에 영향을 미치기 때문이다. 웨일즈어는 외래어를 자기 식으로 바꿔서 수용하는데 철저하며 gêm(영어 game에서), cwl(영어 cool에서), ded-gifawe(영어 dead giveaway에서) 저지어의 경우엔 아예 자기 언어의 음운 규칙을 적용시켜 발음과 철자를 모두 바꾼다. (저지어의 partchi(영어 park의 차용어)는 저지인들이 ki의 발음에 어려움을 겪기 때문에 ki를 tchi로 바꾼 것이다) 베트남어에서도 유럽 언어의 외래어를 원어 그대로 쓰는가 베트남화하는가의 문제가 있다.
비슷한 예로 한자 문화권에서는 한자어에 대해 한자어를 자국어 음으로 읽는 경우와 원어 음으로 읽는 경우, 그리고 양쪽을 두루 쓰는 경우가 있다. 자국어 음으로 읽는 경우는 음이 친숙하여 거부감이 덜하면서 단어수용이 쉬운 장점이 있고, 원어 음일 경우에는 외국어로서 이질감을 남기면서 자국어 음으로 읽는 경우와 견주어 의미 차이를 나타낼 수 있다. 양쪽을 두루 쓰는 경우, 자국어 음으로 읽는 부분은 의미 전달을 뚜렷하게 하기 위한 경우가 대부분이다.
- 한국어, 중국어의 警察(일본어 警察에서)
- 한국어 쇼군(일본어 将軍에서)
- 한국어 도쿄역(앞 부분은 직접 차용, 뒷부분은 자국어 음으로 읽음)

## 접사와 관용구의 차용
차용어는 낱말만 들어오지 않고, 접미사, 접두사 등 형태소도 들어와 쓰인다. 특히 들어온 지 오래되거나 대량으로 들어와 영향이 큰 차용어의 경우는 고유어처럼 활발히 쓰인다.
- 영어 접미사 -tic > 일본어 접미사 的(てき, 데키) > 한국어 접미사 적(的)

영어 접미사 -tic은 주로 구어체에서 직접 차용되어 쓰이기도 한다. 예를 들어, ‘유아틱하다’와 같이 쓰인다.
관용구도 차용된다.
- 뜨거운 감자 (영어 ‘Hot Potato’에서)
- 새빨간 거짓말 (일본어 ‘真っ赤な嘘’에서)

## 차용에 따른 소리와 뜻의 바뀜
모든 외래어는 낱말을 빌려 주는 언어와 빌려 가는 언어 사이의 음운적 차이에 따라 발음의 변화를 동반하며, 아울러 종종 뜻도 함께 변화한다. 또, 차용을 하는 언어에 뜻이 비슷한 낱말이 이미 있는 경우에는 언어의 위상차에 따라 낱말의 의미 영역이 확대 또는 축소되거나 단어의 뉘앙스에 변동이 생긴다.
예를 들어 비슷한 의미 영역을 갖고 있는 단어들인 야채, 채소, 남새, 푸성귀 등은 각기 다른 소리의 낱말이 같은 뜻이 되는 걸 사람들이 자연스레 피하게 되어 자연스레 어느 한쪽이 위축되거나(남새, 푸성귀) 미세한 의미 분화(야채, 채소)를 겪는다. 이러한 변화가 지속되면 기존 낱말은 사어가 되거나, 특수한 용법으로 줄어들고, 새 말이 원래 낱말의 의미를 차지하게 된다.
영어에 들어온 프랑스어 단어는 프랑스어에서는 일상적으로 쓰이는 말이나, 영어에 들어오면서 비슷한 뜻의 기존 단어(게르만어 계통)보다 위상이 높아져 기품 있는 어감을 갖게 되었다. 한자 문화권 언어에서 한자어가 차지하는 비중도 비슷하다. 반면, 원래 언어에서는 높이는 말이었던 것이 다른 언어로 들어오면서 격이 낮아진 예도 많다.
- 한국어에서의 예

- 마담

프랑스어 madame은 남의 부인을 높이는 정중한 말이지만, 한국어로 들어오면서 ‘술집 여주인’을 가리키는 의미가 되었다.
- 브로커

영어 broker는 ‘다른 사람의 의뢰를 받고 상행위의 대리나 매개로 수수료를 받는 상인’을 일컫는 말이지만, 한국어로 들어오면서 ‘범죄 조직과 수요자를 중개하는 인물’을 가리키는 의미가 되었다.
발음 변화가 두드러지는 언어로 일본어가 있으며, 일본어로 들어온 외래어는 발음 변화뿐 아니라 생략도 자주 겪는다.
- Sexual Harassment → セクハラ (Sekuhara), Car Navigation System → カーナビ (Kānabi)

때로 예측할 수 없는 형태로 단어 의미가 형성되기도 하는데, 일본어로 뷔페를 가리키는 "バイキング (바이킹)"이란 낱말은 일본에서 처음 생긴 뷔페식 식당의 이름이 "Imperial Viking"이었던 데서 유래하여 이후에 뷔페식 식당을 가리키는 일반명사처럼 쓰인다.
외래어는 음운 변화뿐 아니라 차용한 언어의 문법 규칙에 따름으로써 외래어 자격을 얻게 된다. 영어의 "Self"는 단독으로 쓰일 수 없는 의존 형태소이나, 한국어에 들어온 ‘셀프’는 "스스로 ~하다"란 의미의 자립 형태소이며, 음절이 나뉘어 "셀카"와 같은 파생어도 생성한다.

## 직접 어원과 원초 어원
B 언어가 A 언어에서 a라는 낱말을 차용한 b라는 낱말을 C 언어가 다시 차용하여 c가 되었을 때, c의 직접 어원은 b이나, 원초 어원은 A 언어의 a가 된다. 낱말뿐 아니라 형태소 단위에서도 마찬가지이다. 이런 사례는 B 언어가 A 언어로부터 대량의 낱말과 형태소를 차용하여 뗄 수 없는 요소가 되어 버렸을 때 일어난다. B 언어의 모델로 한국어, 일본어, 베트남어(이 경우 A 언어는 중국어)가 있으며, 터키어, 페르시아어(아랍어), 영어(라틴어, 프랑스어),투바어(몽골어,러시아어),스페인어(아랍어)가 있다.

## 같이 보기
- 한국어의 고유어
- 한국어의 한자어
- 한국어의 외래어
- 한국어의 외래어 표기법
- 한국어 기원의 영어 단어